# Brave (browser)
Brave è un browser open-source multipiattaforma specializzato nella protezione della privacy, basato sul progetto Chromium. Il browser è stato ideato e annunciato da Brendan Eich, uno dei fondatori di JavaScript e di Mozilla. È disponibile per Windows, macOS, Linux, Android e iOS.
La sede centrale di Brave Software è in California, a San Francisco.
Ad agosto 2022, Brave dichiarava di avere più di 57,42 milioni di utenti attivi mensili, 19,3 milioni di utenti attivi giornalieri e una rete di oltre 1,6 milioni di creatori di contenuti.

## Storia
Brave è sviluppato da Brave Software, fondata il 28 maggio 2015 dal CEO Brendan Eich — creatore di JavaScript, cofondatore di Mozilla ed ex CEO di Mozilla Corporation — e dal CTO Brian Bondy. Il 20 gennaio 2016 Brave Software ha lanciato la prima versione di Brave con una funzione di blocco delle pubblicità parziale e ha annunciato piani per una funzione di sostituzione degli annunci e un programma di compartecipazione alle entrate. Successivamente si è arrivati al blocco totale della pubblicità.
Nel giugno 2018, Brave ha rilasciato una versione beta pay-to-surf del browser. Questa versione di Brave era precaricata con circa 250 annunci e inviava un registro dettagliato dell'attività di navigazione dell'utente, con lo scopo (a breve termine) di testare questa funzionalità. Brave ha annunciato che sarebbero seguite prove estese. È stato poi adottato un meccanismo diverso: se l'utente decide di ricevere pubblicità personalizzata (in forma di notifiche del sistema operativo) per accumulare BAT, gli annunci vengono scelti dal browser solo sulla base della cronologia locale di navigazione, senza condividere o memorizzare dati e preferenze personali (neppure con Brave Software). In ogni caso, la visualizzazione degli annunci ricompensati è opt-in e quindi l'utente non interessato può sempre decidere di non riceverli affatto.
Nel novembre 2019, Brave ha lanciato Brave Ads, vale a dire annunci tramite notifiche del sistema operativo che cedono agli utenti una quota del 70% delle entrate pubblicitarie, pagate in Basic Attention Token convertibili. Gli inserzionisti includono Vice, eBay, Home Chef, ConsenSys, eToro e altri.
Brave ha lanciato la sua prima versione stabile 1.0 nel novembre 2019, con 8,7 milioni di utenti attivi mensilmente in totale. A quel tempo, aveva circa 3 milioni di utenti attivi su base giornaliera.
Nel novembre 2020, Brave ha riferito di avere 20 milioni di utenti mensili e nel febbraio 2021 ha superato i 25 milioni di utenti mensili attivi.
Nel mese di Aprile 2021 Brave è diventato il primo browser scaricabile dal Epic Games Store.

## Funzionalità

### Protezione della privacy
Brave blocca automaticamente la pubblicità online e i cookie traccianti. Integra inoltre una serie di funzionalità finalizzate a tutelare la privacy dell'utente, tra cui il blocco del fingerprinting e l'upgrade automatico a HTTPS. Alcune di queste funzionalità sono disponibili anche per altri browser sotto forma di estensioni, ma Brave le fornisce già integrate e ottimizzate.
Inoltre, il browser è provvisto di supporto per Tor nella modalità di navigazione privata della versione desktop. È quindi possibile navigare con Tor senza installare separatamente il Tor Browser.

### Brave Search
Brave Search è un motore di ricerca sviluppato da Brave e rilasciato in Beta nel marzo 2021, in seguito all'acquisizione di Tailcat, un motore di ricerca incentrato sulla privacy di Cliqz. Da ottobre 2021, Brave Search è il motore di ricerca predefinito per gli utenti del browser Brave negli Stati Uniti, Canada, Regno Unito, Francia e Germania.

### Basic Attention Tokens
Brave consente facoltativamente agli utenti di essere ricompensati in Basic Attention Tokens (BAT) per ogni annuncio sponsorizzato che guardano mentre navigano, sotto forma di notifica push o del sistema operativo. Gli utenti ricevono il 70% del ricavato dagli annunci, senza dover cliccare su questi ultimi. I BAT, creati appositamente per Brave, sono basati sulla criptovaluta Ethereum e sono convertibili in altre valute o criptovalute.
I BAT possono essere usati anche per inviare donazioni o pagamenti ai creatori di contenuti che decidono di accettarli, sia nel proprio sito web che in piattaforme social come YouTube, Twitter, Reddit e Twitch. In questo caso, oltre all'apposito pulsante nella barra di navigazione, appare automaticamente un pulsante nella pagina web per pagare l'autore dei contenuti o il proprietario della pagina, sia una tantum sia come donazioni periodiche. Tra i principali siti web (nella classifica di Alexa Internet) che accettano pagamenti in BAT ci sono Wikipedia, il Washington Post, Archive.org, SourceForge.

### Estensioni
Essendo basato su Chromium, Brave supporta le estensioni del Chrome Web Store.

### Brave Leo
Inoltre, nella versione desktop e mobile del browser, è possibile utilizzare il loro chatbot, un modello di linguaggio sviluppato da Brave basato su LLaMA 2, per rispondere alle domande sulle pagine web visionate.

### Altre funzionalità
- supporto BitTorrent (tramite WebTorrent),
- supporto InterPlanetary File System (IPFS),
- supporto nomi a dominio decentralizzati basati su blockchain (Unstoppable Domains, Ethereum Name Service, Solana Name Service).